# Diacamma
Genre
Diacamma est un genre de fourmis sans reine de la sous-famille des Ponerinae.

## Liste des espèces
- Diacamma assamense Forel, 1897
- Diacamma australe (Fabricius, 1775)
- Diacamma baguiense Wheeler & Chapman, 1925
- Diacamma bispinosum (Le Guillou, 1842)
- Diacamma ceylonense Emery, 1897
- Diacamma cupreum (Smith, 1860)
- Diacamma cyaneiventre Andre, 1887
- Diacamma holosericeum (Roger, 1860)
- Diacamma intricatum (Smith, 1857)
- Diacamma jacobsoni Forel, 1912
- Diacamma longitudinale Emery, 1889
- Diacamma palawanicum Emery, 1900
- Diacamma panayense Wheeler & Chapman, 1925
- Diacamma purpureum (Smith, 1863)
- Diacamma rugivertex Emery, 1902
- Diacamma rugosum (Le Guillou, 1842)
- Diacamma scalpratum (Smith, 1858)
- Diacamma sericeiventre Stitz, 1925
- Diacamma tritschleri Forel, 1897
- Diacamma violaceum